# Quezalguaque
Quezalguaque est une municipalité nicaraguayenne du département de León au Nicaragua.